# Copa das Nações UCI sub-23 de 2022
A Copa das Nações UCI sub-23 de 2022 foi a décima-sexta edição do calendário ciclístico criado pela União Ciclista Internacional para corredores menores de 23 anos.
O calendário esteve composto por quatro corridas limitada a corredores menores de 23 anos (sub-23).

## Resultados
| Data             | País    | Corrida                  | Categoria | Vencedor               | Equipa                 |
| ---------------- | ------- | ------------------------ | --------- | ---------------------- | ---------------------- |
| 27 de março      | Bélgica | Gante-Wevelgem sub-23    | 1.ncup    | Samuel Watson          | Seleção do Reino Unido |
| 2-5 de junho     | Chéquia | Corrida da Paz sub-23    | 2.ncup    | Lennert Van Eetvelt    | Seleção da Bélgica     |
| 18-28 de agosto  | França  | Tour de l'Avenir         | 2.ncup    | Cian Uijtdebroeks      | Seleção da Bélgica     |
| 9-10 de setembro | Polónia | Orlen Nations Grand Prix | 2.ncup    | Morten Aalling Nørtoft | Seleção da Dinamarca   |

## Classificações finais
| Pos. | País | Pontos |
| ---- | ---- | ------ |
| 1.º  |      |        |
| 2.º  |      |        |
| 3.º  |      |        |
| 4.º  |      |        |
| 5.º  |      |        |
| 6.º  |      |        |
| 7.º  |      |        |
| 8.º  |      |        |
| 9.º  |      |        |
| 10.º |      |        |